# Roodnekdwerghoningeter
De roodnekdwerghoningeter (Myzomela lafargei) is een zangvogel uit de familie Meliphagidae (honingeters).

## Verspreiding en leefgebied
Deze soort is endemisch op de Salomonseilanden, met name Buka, Bougainville, Shortland, Fauro, Choiseul en Santa Isabel.

## Status
De grootte van de populatie is niet gekwantificeerd maar de soort wordt omschreven als vrij algemeen. Op de Rode lijst van de IUCN heeft deze soort de status niet bedreigd.